# Lillsjön (Näshults socken, Småland)
Lillsjön är en sjö i Vetlanda kommun i Småland och ingår i Emåns huvudavrinningsområde. Sjön är 19,3 meter djup, har en yta på 0,232 kvadratkilometer och befinner sig 217,1 meter över havet. Sjön avvattnas av Gårdvedaån.

## Delavrinningsområde
Lillsjön ingår i det delavrinningsområde som SMHI kallar för Inloppet i Serarpasjön. Medelhöjden är 225 meter över havet och ytan är 1,44 kvadratkilometer. Räknas de 3 delavrinningsområdena uppströms in blir den ackumulerade arean 60,28 kvadratkilometer. Gårdvedaån som avvattnar avrinningsområdet har biflödesordning 2, vilket innebär att vattnet flödar genom totalt 2 vattendrag innan det når havet efter 145 kilometer. Delavrinningsområdet består mestadels av skog (45 procent), öppen mark (15 procent) och jordbruk (19 procent). Avrinningsområdet har 0,23 kvadratkilometer vattenytor vilket ger det en sjöprocent på 16,2 procent.